# Acaulon
Acaulon, porodica pravih mahovina iz reda Pottiales., Postoji 20 priznatih vrsta.
Rod Acaulon N.E. Br. sinonim je za Aloinopsis Schwantes koji pripada porodici čupavica (aizoaceae)

## Vrste
1. Acaulon capense Müll. Hal.
2. Acaulon casasianum Brugués & H.A. Crum
3. Acaulon chrysacanthum I.G. Stone
4. Acaulon crassinervium Müll. Hal.
5. Acaulon dertosense Casas, Sérgio, Cros & Brugués
6. Acaulon eremicola I.G. Stone
7. Acaulon fontiquerianum Casas & Sérgio
8. Acaulon granulosum I.G. Stone
9. Acaulon integrifolium Müll. Hal.
10. Acaulon leucochaete I.G. Stone
11. Acaulon longifolium Herrnst. & Heyn
12. Acaulon muticum (Schreb. ex Hedw.) Müll. Hal.
13. Acaulon nanum Müll. Hal.
14. Acaulon recurvatum Magill
15. Acaulon robustum Broth. ex G. Roth
16. Acaulon schimperianum (Sull.) Sull.
17. Acaulon sphaericum J. Shaw
18. Acaulon triquetrum (Spruce) Müll. Hal.
19. Acaulon uleanum Müll. Hal.
20. Acaulon vesiculosum Müll. Hal.